# Nationale mindretal i Europa
Der findes op mod 400 Nationale mindretal i Europa. Ca. 25% af alle europæere tilhører et nationalt mindretal, altså mennesker som har en anden tilknytning, sindelag og/eller sprog end deres statsborgerskab tilsiger. Begrebet omfatter autoktone (traditionel el. oprindelig hjemmehørende) nationale mindretal. Heri er altså ikke medregnet migranterne/indvandrergrupper, der er indvandret de sidste 30-40 år.
Paraplyorganisationen for de forskellige nationale mindretal i Europa er FUEN (engelsk: Federal Union of European Nationalities, dansk: Føderalistiske Union af Europæiske Folkegrupper). FUEN omfatter bl.a. de danske sydslesvigere, de tyske nordslesvigere, nordfriserne og skåningerne. FUEN arrangerer blandt andet fodbold-VM for nationale mindretal (Europeada). Desuden arbejder den Europæiske Frie Alliance (EFA) og Det Europæiske Center for Mindretalsspørgsmål på politisk plan for mindretallens og autonome regioners rettigheder.

## Mindretal i Tyskland
I Tyskland anerkendes og støttes fire hjemmehørende mindretal, nemlig friserne, sorberne, sinti og roma og danske sydslesvigere. Det danske mindretal i Sydslesvig omfatter ca. 50.000 mennesker og mindretallet får tilskud på ca. 500 mio. kr. fra den danske stat til sit kulturelle arbejde. Samtidig er Grænseforeningen med sine 18.000 medlemmer fordelt på 83 lokalforeninger i hele Danmark det folkelige bagland bag statstilskuddet til danskerne i Sydslesvig.

## Mindretal i Danmark
I Danmark anerkendes det tyske mindretal i Sønderjylland som nationalt mindretal.